# هیدرالازین
هیدرالازین (به انگلیسی: Hydralazine)
رده درمانی: داروهای کاهنده فشار خون .
اشکال دارویی: قرص، آمپول

## موارد مصرف
هیدرالازین برای درمان پرفشاری خون تجویز می‌شود. چون این دارو در زنان حامله قابل استفاده‌است در اکلامپسی نیز مصرف می‌شود.

## مکانیسم اثر
اثر عمده این دارو گشاد کردن شریانچه‌ها (به وسیله شل کردن عضلات صاف جدار عروق)است، ولی اثر کمی نیز بر وریدها دارد. این دارو موجب‌کاهش مقاومت محیطی می‌گردد و همچنین‌موجب افزایش برون ده قلبی، کاهش‌مقاومت سیستمیک و کاهش بار قلب‌می‌شود.

## عوارض جانبی
تاکی کاردی، احتباس‌مایعات، تهوع و استفراغ، سردرد، سندرم‌لوپوس اریتماتوز سیستمیک (با مصرف‌مقادیر بیش از mg/day ۱۰۰ به مدت‌طولانی)، بثورات جلدی، تب، تغییر درشمارش سلول‌های خونی، نوریت محیطی واختلالات خونی با مصرف این داروگزارش شده‌است.

## موارد منع مصرف
مصرف هیدرالازین در سکته قلبی ، تاکی کاردی، بیماری های شریان کرونری منع مصرف دارد. در بیماران کلیوی و دوران شیردهی باید با احتیاط مصرف شود.